# Mission Tranin-Duverne
La Mission Tranin-Duverne est la première expédition automobile autorisée à traverser le continent africain d'ouest en est dans sa plus grande largeur, entre Konakry (Océan Atlantique) et  Massouab (Mer Rouge), du 8 décembre 1924 au 23 février 1925.

## Histoire
Le raid (ayant duré en fait du 1er novembre 1924 au 9 avril 1925, avec ses préparatifs aller et son retour vers Paris) s'effectua à bord de deux voitures de série 10 CV Rolland-Pilain ornées d'éléphants sur leurs portières, aux roues et pneumatiques d'origine, sans assistance ni points de ravitaillement grâce à Edmond Tranin et Gustave Duverne, aidés par les Suisses Henry Vallotton-Warnery (1891-1971) et William Borle (1869-1948), Tranin et Duverne ayant fait préalablement plus ample connaissance lors d'un raid à travers l'hexagone de près de 3.700 kilomètres, entre mai et juin 1923 sur un véhicule de la même marque.
Son trajet eut lieu sur près de 14.700 kilomètres cette fois (alors considéré comme « le plus long du monde »), à travers des régions de brousses et de sables parfois réputées pour être encore inaccessibles, avec une liaison de ville à ville entre Konakry (8 décembre), Bamako (12 décembre), Ziniaré (29 décembre), Ouagadougou, Niamey, N'Guigmi au bord du Lac Tchad (4 janvier), Fort-Lamy (Ndjamena, 12 janvier), Abéché (24 janvier), El Fasher (2 février), Khartoum (12 février), Kassala (20 février), et Massouab sur le littoral de la mer Rouge (le 23 février), puis direction Assab le 25 mars à 200 km de Djibouti où les attendait au début avril le gouverneur de la côte française des Somalis.

## Prolongements
- Du 29 septembre 1927 au 29 mars 1928, Gustave Duverne et le mécanicien Jean Lannes cette-fois -accompagnés d'un passager brésilien dénommé Galva- accomplirent également un raid Paris-Hanoï de plus de 23.000 kilomètres (mandatés par le gouvernement français pour rejoindre plus facilement la Cochinchine, là encore passant pour "le plus long du monde") sur une Rolland-Pilain berline F28 de 12CV et 6 cylindres, en passant par l'Espagne, le Maroc et l'Afrique du Nord, avant de se faire percuter par un train à pleine vitesse dans le désert du Sinaï au début décembre, pour rejoindre la Syrie puis la Perse.
- Une traversée africaine ouest-est fut effectuée de nouveau lors de la Mission Dakar-Djibouti (scientifique cette fois) entre mai 1931 et février 1933, par le professeur Marcel Griaule (1898-1956) ethnologue à la Sorbonne[2].
- Au milieu des années 1950, Jean Vinatier effectua la première traversée motorisée dans le sens est-ouest de l'Afrique, en 2CV[3].
- Trente ans après la Mission Dakar-Djibouti, l'Expédition Transsaharienne Belge relia sur près de 10.000 kilomètres Tanger à Port-Saïd en passant par Fort-Largeau, à bord de trois camions Unimog entre novembre 1964 et janvier 1965 (départ et retour de Bruxelles)[4].
- La Croisière des Sables du raid-Saviem fut organisée entre janvier et avril 1977 sur un trajet légèrement plus au nord que celui de Tranin et Duverne, en passant par Tombouctou, Agadez et Khofra avec des modèles TP3 SM8 à 4 roues motrices de la marque.